# Heffron Drive Feat. Kendall Schmidt Tour
Heffron Drive Feat. Kendall Schmidt Tour—en Español: Heffron Drive gira con Kendall Schmidt. Es la primera gira de conciertos de la banda Heffron Drive. La gira se inició oficialmente el 13 de mayo de 2013 en el Szene Wien en Vienna, Austria y concluyó el 17 de mayo de 2013 en el Alte Seilerei de Mannheim, Alemania. La gira incluye ciudades en Austria y Alemania siendo los primeros países en los que Heffron Drive se ha presentado. La gira fue anunciada por primera vez en marzo de 2013 por la banda en sus cuentas oficiales en Twitter. En la gira presentaron todas las canciones de su EP junto con algunos covers de artistas como Taking Back Sunday, Maroon 5 y Ed Sheeran.

## Actos de apertura
- Alexander Knappe

## Listas de canciones

### Heffron Drive Setlist
- Stand Forever
- Better Get to Movin'
- Love Letter
- The A Team (Ed Sheeran Cover)
- Memories & Melodies
- Secrets (Maroon 5 Cover)
- You're so Last Summer (Taking Back Sunday Cover)
- Time Wasting
- Quite Please

(Fin del Concierto)

## Fechas de la gira
Estos son los conciertos como lo confirma su página oficial de ventas.
| Europa             |          |          |                 |
| 13 de mayo de 2013 | Vienna   | Austria  | Szene Wien      |
| 15 de mayo de 2013 | Cologne  | Alemania | Live Music Hall |
| 16 de mayo de 2013 | Berlín   | Alemania | C-Club          |
| 17 de mayo de 2013 | Mannheim | Alemania | Alte Seilerei   |

## Conciertos del Tour cancelados
| Fecha          | Ciudad | País     | Lugar      | Motivo              |
| -------------- | ------ | -------- | ---------- | ------------------- |
| 6 de noviembre | Munich | Alemania | Kesselhaus | Problemas técnicos. |